# ボリビアの世界遺産
ボリビアの世界遺産（ボリビアのせかいいさん）はユネスコの世界遺産に登録されているボリビアの文化・自然遺産の一覧。

## 文化遺産
- ポトシ市街 -（1987年）
- チキトスのイエズス会伝道所群 -（1990年）
- 古都スクレ -（1991年）
- サマイパタの砦 -（1998年）
- ティワナク：ティワナク文化の宗教的・政治的中心地 -（2000年）
- アンデスの道路網カパック・ニャン - (2014年)

## 自然遺産
- ノエル・ケンプ・メルカード国立公園 -（2000年）

## 複合遺産
なし